# Catharina Valckx
 (décembre 2019).
Catharina Valckx est une auteure de littérature jeunesse et illustratrice née en 1957 à De Bilt aux Pays-Bas de parents néerlandais.

## Biographie
Elle a vécu en France, à Bièvres dans la grande banlieue parisienne, avec ses parents et ses quatre sœurs, puis est retournée en Hollande pour faire ses études à l'académie d'art de Groningen. Elle vit aujourd'hui à Amsterdam.
Elle réalise d'abord des textes, des peintures, des expositions et participe aux Ateliers '63. Ce n'est qu'après la naissance de son fils, en 1993, qu'elle découvre la littérature jeunesse et publie ses premiers livres d'images, qu'elle écrit en français et en néerlandais.
Elle a été sélectionnée quatre fois, en 2011, 2013, 2014 et 2015 pour le prestigieux prix international suédois, le Prix commémoratif Astrid-Lindgren.
Sa série Lisette, avec comme héroïne le « merveilleux personnage de Lisette, gallinacé ne fréquentant pas de majesté mais de bons copains en bordure de terrain vague, où elle vit avec sa mère » selon Télérama, débute en 2002 avec l'album La Chaussette verte de Lisette. Le deuxième tome Dans la poussette de Lisette est publié en 2007. Le troisième opus Lisette et le gros mensonge est publié en 2020, ouvrage dont l'avis critique de Télérama  mentionne : « Simple, impertinent, l’album creuse le thème du mensonge avec une fraîche vivacité, propre à ouvrir dans l’esprit des enfants un débat interne foisonnant ».
En 2024 est publié son album jeunesse Édith, la petite fille qui avait cent ans, l'histoire d'une petite fille de 7 ans qui a arrêté de grandir. Pour Télérama  : « Cet album captive par sa profondeur philosophique, et pose des questions existentielles majeures, sans jamais se déparer de sa sensibilité primesautière. Il suffit de croiser le regard d’Édith, pétillant, abyssal, pour trouver toutes les réponses nécessaires à l’élan de vie, et à l’acceptation de notre condition humaine ».
Le huitième tome de sa série Manu et Nono, « le petit oiseau noir et son compère le grand tout blanc », demarrée en 2019, est publié en 2025, sous le titre Manu et Nono invitent les voisins. Pour l'avis critique de Télérama, « On y retrouve un doux mélange de douceur et d’espièglerie, une galerie de personnages aussi drôles qu’improbables et cette invitation délicieuse à déjouer le conformisme ».

## Quelques publications

### Auteure et illustratrice
- série Le Roi et la poule 
  - Le Roi et la poule, l'École des Loisirs, 1997.
  - Les Rêves du Roi, l'École des Loisirs, 2000
  - Le Roi, la poule et le voleur, l'École des Loisirs, 2001
  - Le Roi, la poule et la terrible mademoiselle Chardon, l'École des Loisirs, 2003
- Docteur Fred et Coco Dubuffet, l'École des Loisirs, 1997
- Irma la grande dame, l'École des Loisirs, 1998
- Le Duel, l'École des Loisirs, 1998
- Miam, des épinards !, l'École des Loisirs, 1999
- Zappa, Mémoires d'un âne, l'École des Loisirs, 2000
- Mémet le timide, l'École des Loisirs, 2001
- série Lisette , L'Ecole des loisirs
  - La Chaussette verte de Lisette, 2002
  - Dans la poussette de Lisette, 2007
  -  Lisette et le gros mensonge[3], 2020
- L'Incroyable Zanzibar, l'École des Loisirs, 2003
- Momo Vanpeper et les géants, éd. Page à page, 2003
- Coco Panache, l'École des Loisirs, 2004,
- Le Bonheur de Lapache, l'École des Loisirs, 2005
- série Totoche :
  - Totoche, l'École des Loisirs, 2005
  - Totoche et le poisson malheureux, l'École des Loisirs, 2006
  - Totoche et la petite maison de Meredith, l'École des Loisirs, 2009
- La Grande Adèle et son petit chat, l'École des Loisirs, 2006
- L'invention de la chaise, l'École des Loisirs, 2007
- Ma collection, l'École des Loisirs, 2008
- série Socquette et Bouldepoil , l'École des Loisirs
  - Les Beaux jours de Socquette et Bouldepoil, 2008
  - Socquette et Bouldepoil trouvent qu'il ne fait pas chaud, 2009
- série Billy :
  - Haut les pattes !, l'École des Loisirs, 2010
  - Le Bison, l'École des Loisirs, 2011
  - Cheval fou, l'École des Loisirs, 2012
  - La Fête de Billy, l'École des Loisirs, 2014
  - Billy et le gros dur,  l'École des Loisirs, 2015
  - Billy cherche un trésor, l'École des Loisirs, 2018
  - Billy et le mini-cheval, l'École des Loisirs, 2021
  - Billy à l'envers, l'École des Loisirs, 2022
- Waldo et la mystérieuse cousine, l'École des Loisirs, 2011
- Chep et Dédé, éd. Bayard, 2012
- Carlo, l'École des Loisirs, 2012
- Bonjour le monde !, l'École des Loisirs, 2013
- Les chaussures sont parties en week-end, théâtre, l'École des Loisirs, 2015
- Jo, le très vilain petit canard, l'École des Loisirs, 2017
- série Manu et Nono  , l'École des Loisirs
  -  Manu et Nono : le coup de foudre, 2019
  -  Manu et Nono : le dernier gâteau, 2019
  -  Manu et Nono : le gros chien et la petite bête, 2020
  -  Manu et Nono chez Ursule, 2021
  -  Manu et Nono : Où Manu fait la planche, 2021
  -  Manu et Nono cherchent les mots, 2022
  - Manu et Nono invitent les voisins[5], 2025
- Édith, la petite fille qui avait cent ans[4], L'École des loisirs, 2024

### Illustratrice
- Un Trésor bien caché, texte de Brigitte Smadja, l'École des Loisirs, 1999
- Le Coup du kiwi, texte de Marie Desplechin, l'École des Loisirs, 2000
- Ma collection d'amours, texte de Marie Desplechin, l'École des Loisirs, 2002
- Au pied de l'arc-en-ciel, texte de Moka, l'École des Loisirs, 2001
- La Liste des fournitures, texte de Susie Morgenstern, l'École des Loisirs, 2002
- Les Grosses lettres, texte de Kéthévane Davrichewy, l'École des Loisirs, 2003
- A deux, c'est mieux, texte de Agnès Desarthe, l'École des Loisirs, 2004
- Kakine Pouloute, texte de Nathalie Brissac, l'École des Loisirs, 2005
- Le Merveilleux petit champignon atomique, texte de Sabrina Mullor, l'École des Loisirs, 2010

### Auteure du texte
- Série Bruno , illustrations de Nicolas Hubesch, l'École des Loisirs
  - Bruno. Quelques jours de ma vie très intéressante, 2015
  -  Bruno. Le jour où j'ai offert une plante à un inconnu, 2017

## Prix et distinctions
- Prix de la Semaine Paul Hurtmans du livre de jeunesse (Belgique) 2002[6] pour Mémet le timide
- La Chaussette verte de Lisette : Booklist Editor's Choice, USA, (2005), Child Magazine Best Book of the year (2005), Outstanding International Book, USA (2005), School Librairy journal Best Book of the year, USA (2005), CCBC Choice (2006), Bank Street Best Book of the year (2006) [7].
- Coco Panache : prix Bernard Versele[8], Belgique (2007), Premio Special au salon du livre de Turin (2008), Livre Pilier de la semaine du livre jeunesse des Pays-Bas (2011).
- Ma collection : 3e prix de l'illustration (sélection internationale) (Pays-Bas), 2009
- Haut les pattes !: prix des librairies jeunesse (Pays-Bas), 2011
- Prix Bernard Versele (Belgique) 2018[9] pour Bruno. Quelques jours de ma vie très intéressante, texte de Catharina Valckx, illustrations de Nicolas Hubesch
- Prix Livrentête (France) 2019[10] pour  Bruno. Le jour où j'ai offert une plante à un inconnu, iillustrations de Nicolas Hubesch
- Sélections pour le prix international, le Prix commémoratif Astrid-Lindgren (Suède), en 2011, 2013, 2014 et 2015[2]

## Adaptation de son œuvre
Haut les pattes !  a fait l'objet d'un dessin animé pour la télévision allemande ZDF.